# 克卜勒撞擊坑 (火星)
克卜勒撞擊坑是一個位於火星艾瑞達尼亞區的撞擊坑，中心座標46.8° S, 140.9° E。克卜勒撞擊坑的直徑是230公里，1973年以天文學家约翰内斯·开普勒命名。2006年3月25日火星偵察軌道器的 HiRISE 拍攝了該撞擊坑一系列坑底的影像。

## 圖集

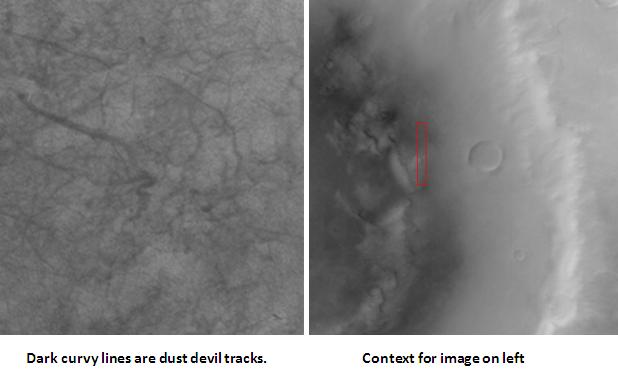
火星全球探勘者號拍攝克卜勒撞擊坑內塵捲風痕跡影像。
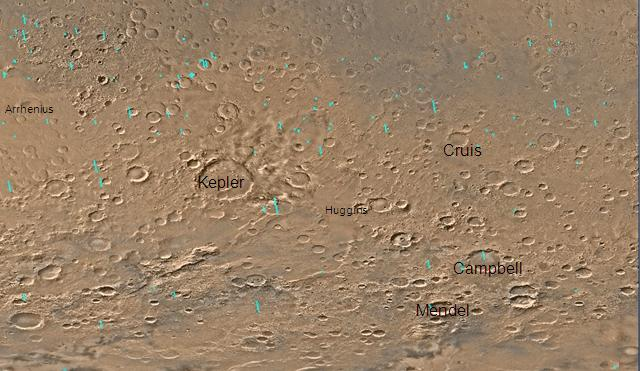
有標示出主要撞擊坑名稱的艾瑞達尼亞區地圖。克卜勒撞擊坑接近中心。

## 外部連結
- Martian crater Kepler on Google Mars（页面存档备份，存于）
- NASA Jet Propulsion Laboratory（页面存档备份，存于） - Description of HiRISE photograph
- Kepler near south pole（页面存档备份，存于） ESA source（页面存档备份，存于）